# Área metropolitana de Barcelona
A Área Metropolitana de Barcelona é uma área geográfica que vai além da área administrativa e foi inicialmente delimitada por uma área de 1968 de 3297 km². É uma das áreas metropolitanas mais populosas da Europa, com 48% dos 636 km² que compõem seu território urbanizado. O restante ocupa 25 km de sableres e mais de 25.000 hectares de áreas naturais. Ocupa uma posição estratégica no sul da Europa, no centro do corredor mediterrâneo que liga a Espanha ao resto do continente. Esta localização privilegiada saiu e se tornou o epicentro do território catalão. O território compreende as áreas agrícolas do delta de Llobregat, as áreas totalmente urbanizadas da área de Barcelona e as grandes áreas verdes dos maciços Garraf, Collserola e Sierra de Marina. Em 1987, foi criada uma organização supra município com o mesmo nome (Área Metropolitana de Barcelona) com competências próprias em coesão, equilíbrio territorial, habitação, transporte e mobilidade, ciclo da água, resíduos e ambiente. A instituição foi ungida e regulamentada em 27 de junho de 2010, quando o Parlamento da Catalunha aprovou por unanimidade o Llei 31/2010, da Área Metropolitana de Barcelona.

## História
Historicamente, a Área Metropolitana de Barcelona era administrada pela Barcelona Metropolitan Corporation. Esta entidade foi lançada em 1987 e suas competências passaram para as mãos da Entidade Metropolitana de Tresporte, da Entidade Metropolitana do Meio Ambiente e da Comunidade dos Conceios da Região Metropolitana.
Conselho de Conselhos: integra 31 conselhos. Definiu as áreas comuns que afetam: espaços públicos, infraestruturas e vias, equipamentos, urbanismo e habitação. Tinha 3.059.016 habitantes e uma extensão de 492,6 km².
Entidade Metropolitana de Transporte: integra 18 conselhos. Atendeu a uma população de 2.819.867 habitantes em uma extensão de 334,6 km². Eles são aqueles que formam um continuam urbano estrito ou cauda de capital. Criada para gerir conjuntamente os serviços de transporte público de viajantes na esfera territorial.
Entidade do Meio Ambiente: integra 33 conselhos. Atendia a uma população de 3.161.812 habitantes em uma extensão de 588 km². Responsável pela gestão dos serviços hidráulicos e tratamento de resíduos.

## Criação da administração metropolitana (AMB)
A constituição oficial como administração pública será estabelecida em Conselho Metropolitano extraordinário em 21 de junho de 2011, acordado em 31 de julho de 2010 e aprovado em 27 de Junho de 2010 pelo Parlamento da Catalunha. A AMB substituiu as três entidades metropolitanas em vigor até agora (Mancomunidá de Conceyos del Area Metropolitana de Barcelona, Entidá del Medio Ambiente e Entidá Metropolitana del Tresporte). A Cola desejará agilizar e simplificar a governante metropolitana. A Área Metropolitana de Barcelona (AMB) é a administração pública da área metropolitana de Barcelona, uma grande conturbação urbana composta por um total de 36 municípios, com uma população de 3.239.337 habitantes (Idescat, 2014) e uma extensão de 636 km².
Têm competências nas áreas de coesão social, ordenamento do território e urbanismo, mobilidade, transportes, gestão de resíduos, abastecimento de água, ambiente, habitação social, infraestruturas e promoção económica do território metropolitano.